# Tipula tuta
Tipula tuta är en tvåvingeart som beskrevs av Alexander 1936. Tipula tuta ingår i släktet Tipula och familjen storharkrankar. Inga underarter finns listade i Catalogue of Life.